# 时思寺
27°48′34″N 119°35′14″E / 27.80944°N 119.58722°E
时思寺位于中国浙江省丽水市景宁畲族自治县大漈乡西二村，2001年被列为第五批全国重点文物保护单位。

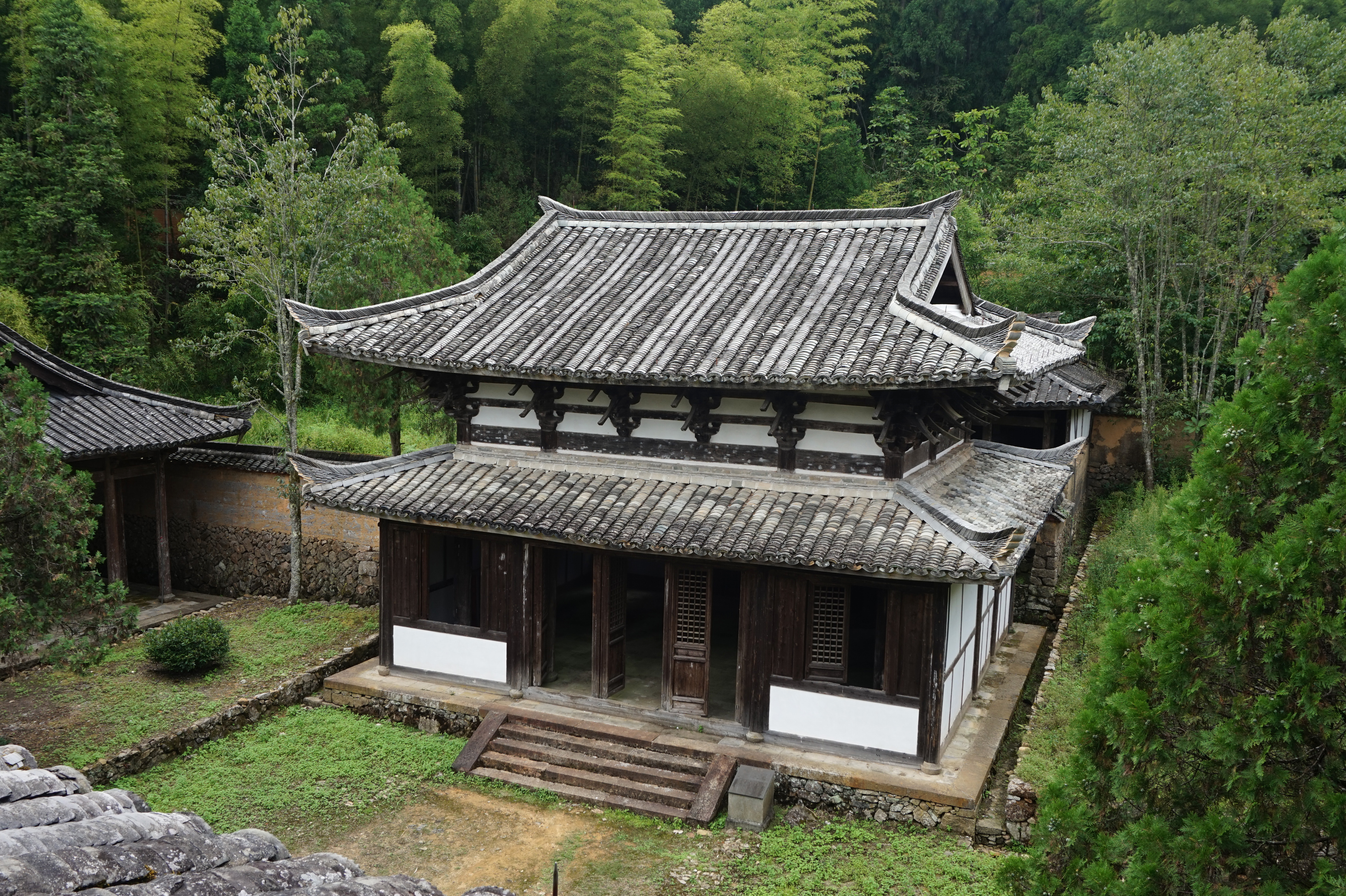
时思寺大殿

时思寺始建于元至正十六年（1356年），明末清初续建。平面近长方形，南北长66米，东西宽57米，由山门、钟楼、大殿、三清殿、马仙宫、梅氏宗祠等建筑组成，建筑面积1250平方米。